# نظام معلومات الإدارة المشترك
نظام معلومات الإدارة المشترك (Common management information protocol) أو (مميز) هو بروتوكول للتصرف في شبكات المعلوماتية. أطلق لينافس بروتوكول اس ان ام بي بروتوكول إدارة الشبكات البسيط.